# گراچیوفکا (باشقیرستان)
گراچیوفکا (انگلیسی: Grachyovka, Republic of Bashkortostan) یک شهرک در شهرستان کارماسکالینسکی استان باشقیرستان کشور روسیه است.